# Cantharocnemis downesi
Cantharocnemis downesi es una especie de escarabajo longicornio del género Cantharocnemis, tribu Cantharocnemini, orden Coleoptera. Fue descrita científicamente por Pascoe en 1858.
El período de vuelo ocurre durante los meses de junio, octubre y noviembre.

## Descripción
Mide 25-44 milímetros de longitud.

## Distribución
Se distribuye por India, Nepal y Sri Lanka.